# Macy-Konferenzen
Als Macy Conferences (Macy-Konferenzen) werden zehn interdisziplinäre Konferenzen bezeichnet, die zwischen 1946 und 1953 in den USA stattfanden. Sie wurden unter der Schirmherrschaft der Josiah Macy, Jr. Foundation (Macy-Stiftung) federführend von Warren McCulloch, einem amerikanischen Neurophysiologen, organisiert. Sie gelten als wichtiger Abschnitt der Kybernetik-Forschung.

## Zweck
Vorausgegangen war eine Konferenz über die zentrale Hemmung des Nervensystems im Mai 1942, die ebenfalls unter dem Patronat der Macy-Stiftung veranstaltet wurde. Eine weitere Konferenz im Januar 1945 zu einer vereinheitlichten kybernetischen Idee der mathematischen Beschreibung elektronischer Geräte wie auch des Nervensystems brachte die zentralen Protagonisten der Macy-Konferenzen zusammen. McCulloch hatte daraufhin mit John von Neumann, Norbert Wiener und anderen versucht, ein Forschungsinstitut zur Erforschung zirkulärer Feedbackmechanismen in biologischen und sozialen Systemen zu gründen, was aber niemals realisiert wurde. Der Konferenzzyklus war der Ersatz dafür.
Ziel der Konferenzen war es, die Grundlagen für eine universale Wissenschaft der Funktionsweise des menschlichen Gehirns wie auch elektronischer Adapter, insbesondere Computer, zu schaffen: die Kybernetik. Darüber hinaus markieren sie die Entstehung der Kognitionswissenschaft, waren aber auch von großer Bedeutung für die weitere Entwicklung der Kybernetik sowie anderer Wissenschaftsdisziplinen wie etwa der Psychologie und Soziologie. Zu den Themen, die auf den Konferenzen behandelt wurden, zählen unter anderem neuronale Netze, Kommunikation und Sprache, Digitale Computer, Neurophysiologie, Mustererkennung, Kindheitstraumata, Gruppendynamik und Gruppenkommunikation.
Der Titel der Konferenz Circular Causal and Feedback Mechanisms in Biological and Social Systems (zirkulär-kausale und Rückkoppelungsmechanismen in biologischen und sozialen Systemen) wurde auf Vorschlag von Heinz von Foerster mit Bezug auf die Arbeiten Norbert Wieners in Cybernetics umgewandelt.

## Teilnehmende
An den Macy-Konferenzen nahmen herausragende Vertreter verschiedenster Fachgebiete (z. B. Mathematik, Physik, Elektrotechnik, Psychologie, Neurophysiologie, Psychiatrie, Soziologie) teil.
Es gab eine Gruppe von Wissenschaftlern, die an allen (oder an den meisten) der Macy-Konferenzen teilnahm, die sogenannte Core Group. Zu ihr zählten unter anderen:
- Gregory Bateson / Anthropologe
- Julian Bigelow / Elektrotechniker
- Heinz von Foerster / Biophysiker
- Lawrence K. Frank (1890–1968) / Sozialwissenschaftler
- Ralph W. Gerard (1900–1974) / Neurophysiologe
- Molly Harrower (1906–1999) / Psychologin
- Lawrence Kubie (1896–1973) / Psychiater
- Paul Lazarsfeld / Soziologe
- Kurt Lewin / Psychologe
- Warren McCulloch (Vorsitzender) / Psychiater
- Margaret Mead / Anthropologin
- John von Neumann / Mathematiker
- Walter Pitts / Mathematiker
- Arturo Rosenblueth / Physiologe
- Leonard J. Savage / Mathematiker
- Norbert Wiener / Mathematiker

Zu der Core Group gesellten sich zahlreiche Gäste, die zumeist nur an einer einzigen Konferenz teilnahmen.
Stellvertretend seien genannt:
- Claude Shannon / Informationstheoretiker
- Max Delbrück / Genetiker und Biophysiker
- George Evelyn Hutchinson / Ökologe und Limnologe

Organisator von Seiten der Macy-Stiftung war Frank Fremont-Smith (1895–1974).

## Gegenstände der einzelnen Konferenzen
1949 Gedächtnis und Speicher
- Das psychologische Moment der Wahrnehmung
- Das neurotische Potential und die menschliche Anpassung, eine quantenmechanische Theorie des Gedächtnisses
- Mögliche Mechanismen bei der Erinnerung und beim Wiedererkennen
- Intelligente Prothesen.

1950 Sprache:
- Einige Probleme betreffend digitale Begriffe im zentralen Nervensystem
- Die Art und das Ausmaß wie Sprache gestört werden kann und dennoch verständlich bleibt
- Die Redundanz des Englischen
- Erfahrungen mit dem Erlernen primitiver Sprachen durch den Gebrauch hoher linguistischer Abstraktion
- Über die Entwicklung von Wortbedeutungen
- Sprachentwicklung in der frühen Kindheit
- Die Beziehung von symbolischen Funktionen in der Sprachbildung und in der Neurose
- Körpersymbolisierung und Sprachentwicklung

1951 Kommunikation:
- Kommunikationsmuster in Problemlösungsgruppen
- Kommunikation unter Menschen und die Bedeutung der Sprache
- Kommunikation zwischen Gesunden und Kranken
- Kommunikation unter Tieren
- Eine Labyrinth-Auflösungs-Maschine
- Auf der Suche nach grundlegenden Symbolen

1952 Lernen und Wahrnehmen:
- Die Rolle des Humors in der menschlichen Kommunikation
- Der Ort der Emotion im Feedback-Konzept
- Homöostase
- Unterscheidung und Lernen beim Tintenfisch
- Die Reduktion der Zahl der möglichen Booleschen Funktionen
- Zentrale Exzitation und Inhibierung
- der mechanische Schachspieler
- Turbulenz als zufällige Stimulierung von Sinnesorganen
- Untersuchungen zur synaptischen Transmission
- Feedback Mechanismen in der Zellbiologie

1953 Sprache:
- Studien zur Gehirnaktivität
- Semantische Information und ihre Maßzahlen
- Bedeutung in der Sprache und wie man sie erhält

## Folgen
In Folge der Konferenzen gründete man ein Forschungsinstitut, des Biological Computer Laboratory, BCL, an der University of Illinois, Urbana-Champaign, das von 1958 bis 1976 existierte und Heinz von Foerster leitete. Dort begann die Idee des Parallelrechnens zu wirken.